# رنبیلیتسه کرولوسکیه
رنبیلیتسه کرولوسکیه (به لهستانی:  Rębielice Królewskie) یک روستا در لهستان است که در گمینا پوپوو واقع شده‌است. رنبیلیتسه کرولوسکیه ۸۴۸ نفر جمعیت دارد.